# Ụ̂
Ụ̂ (minuscule : ụ̂), appelé U accent circonflexe point souscrit, est une lettre latine utilisée dans l’écriture de l’ogba.
Il s’agit de la lettre U diacritée d’un accent circonflexe et d’un point souscrit.

## Représentations informatiques
Le U accent circonflexe point souscrit peut être représenté avec les caractères Unicode suivants : 
- précomposé (latin étendu additionnel)[1] :

| formes    | représentations | chaînes de caractères | points de code | descriptions                             |
| --------- | --------------- | --------------------- | -------------- | ---------------------------------------- |
| capitale  | Ụ̂               | Ụ                     | U+1EE4         | lettre majuscule latine u point souscrit |
| minuscule | ụ̂               | ụ                     | U+1EE5         | lettre minuscule latine u point souscrit |

- décomposé et normalisé NFD (latin de base, diacritiques) :

| formes    | représentations | chaînes de caractères | points de code       | descriptions                                                                        |
| --------- | --------------- | --------------------- | -------------------- | ----------------------------------------------------------------------------------- |
| capitale  | Ụ̂               | U◌̣◌̂                   | U+0055 U+0323 U+0302 | lettre majuscule latine u diacritique point souscrit diacritique accent circonflexe |
| minuscule | ụ̂               | u◌̣◌̂                   | U+0075 U+0323 U+0302 | lettre minuscule latine u diacritique point souscrit diacritique accent circonflexe |